# مقاطعة بيل (كنتاكي)
مقاطعة بيل (بالإنجليزية: Bell County)‏ هي إحدى المقاطعات في ولاية كنتاكي في الولايات المتحدة الأمريكية.